# Friuli Grave Bianco riserva
Il Friuli Grave bianco riserva è un vino DOC la cui produzione è consentita nelle province di Pordenone e Udine.

## Caratteristiche organolettiche
- colore: giallo paglierino più o meno intenso.
- odore: gradevole, fine.
- sapore: armonico, vellutato.

## Produzione
Provincia, stagione, volume in ettolitri
- nessun dato disponibile